# I Wielkopolska Grupa Lotnicza
I Wielkopolska Grupa Lotnicza – jednostka lotnictwa Armii Wielkopolskiej i Wojska Polskiego II RP. 
Grupa utworzona została w pierwszych miesiącach 1919 roku w Poznaniu. Jej pierwszym dowódcą został ppłk pil Tadeusz Grochowalski. Pierwotnie podlegała dowództwu Frontu Wielkopolskiego.
20 września 1919 roku grupa wchodziła w skład IV Grupy Lotniczej w Warszawie, a siedzibą jej dowództwa był Poznań.
W jej skład wówczas wchodziły:
- 3 Wielkopolska Eskadra Lotnicza w Wojnowicach
- 66 Eskadra Breguetów w Poznaniu.

W lutym 1920 roku dowódcą grupy był ppłk pil. Marek Krzyczkowski.

.